# حسین‌آباد هنرخواه
حسین‌آباد هنرخواه یک روستا در ایران است که در بخش مرکزی شهرستان سیرجان واقع شده‌است.